# Lúcio Veleio Patérculo
Lúcio Veleio Patérculo (em latim: Lucius Velleius Paterculus) foi um senador romano nomeado cônsul sufecto para o segundo semestre de 61 com Cneu Pedânio Fusco Salinador. Era provavelmente o irmão mais novo de Caio Veleio Patérculo e neto do historiador Veleio Patérculo. Seu mandato é atestado por uma inscrição encontrada em Vindobona, na Panônia Superior, e numa téssera nummularia.